# Anticonformismo

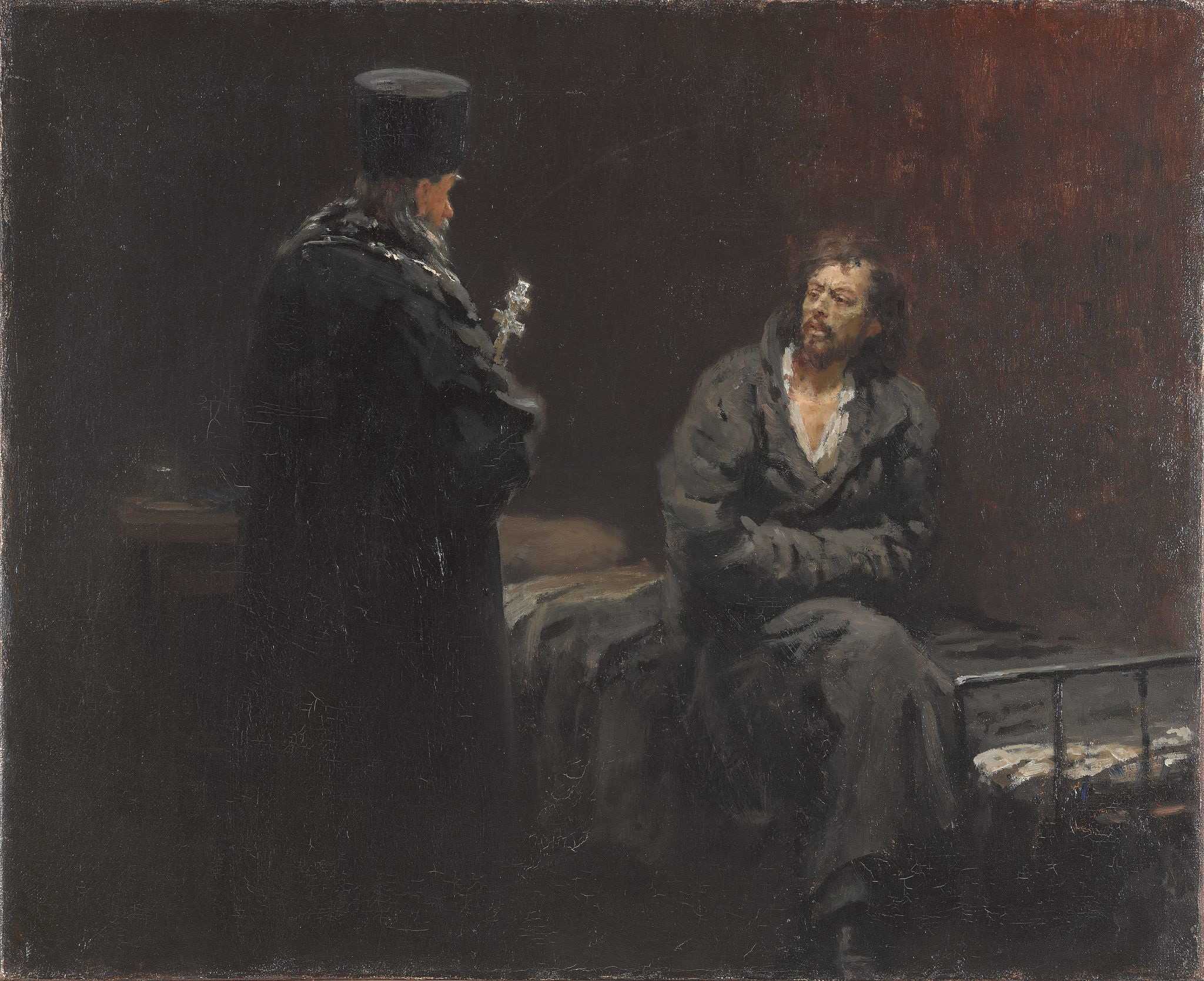
Obra anticonformista de 1879 expuesta en la Tretyakov Gallery

El término anticonformismo (del anti, contra y conformista) denota conductas y acciones emprendidas por un ser humano con el propósito de inducir choque o escupir a la sociedad. El término puede ser fácilmente confundido con "inconformismo". El anticonformista es a menudo un individualista (derivado de la palabra latina dividere, que significa "dividir" o "separar"), y está "separado" de las masas. 

## Filosofía
El anticonformismo es una filosofía que rechaza la adhesión al statu quo social. Los anticonformistas creen que la conformidad es responsable de muchos de los males y problemas del mundo, y a menudo igualan las presiones para conformarse con la intolerancia cultural. Es lo opuesto al conformismo y se opone a las normas de las prácticas establecidas pertinentes (a veces de manera hostil).
Las normas sociales funcionan como referencias o reglas para el comportamiento estándar. Los individuos que se desvían de tales normas a menudo son percibidos como anormales, o incluso patológicamente desviados. André Gide, un escritor francés del siglo XX, dijo: "Todo pensamiento que no cumpla, es sospechoso". 
Un anticonformista también puede ser visto como un resistente o rebelde. En su ensayo "El conformismo de la subversión", el filósofo Pascal Bruckner criticó sistemáticamente a la sociedad moderna y, más particularmente, a los medios de comunicación y la publicidad.
Pierre Bourdieu destacó la conformidad y homogeneización del pensamiento transmitido por la mayoría de los medios de comunicación.